# Alexandra Rosenfeld

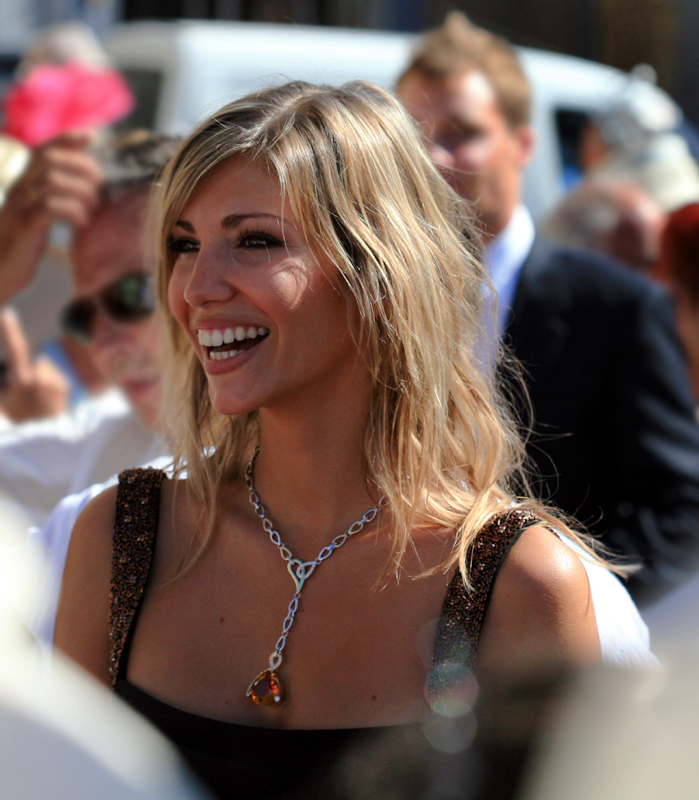
Alexandra Rosenfeld (2007)

Alexandra Rosenfeld (* 23. November 1986 in Béziers, Frankreich) wurde am 27. Oktober 2006 in Kiew zur Miss Europe gewählt. Sie wohnt in Saint-Thibéry und studiert Tourismus. Ihre Hobbys sind Reiten, Schwimmen und Radfahren. Sie ist Provinzmeisterin auf 2000 Meter, 1000 Meter und im Hochsprung. Seit 2006 ist die 1,73 m große Frau mit dem italienischen Rugby-Spieler Sergio Parisse liiert.
Im Februar 2006 nahm Rosenfeld, die Jüdin ist, an einer Demonstration gegen Antisemitismus teil, die nach dem brutalen Mord an einem jungen Juden in Paris stattfand.

## Erfolge
- Miss Hérault 2005
- Miss Languedoc 2005
- Miss France 2006
- Miss Europe 2006